# Катехіни

Епікатехін (ЕК)

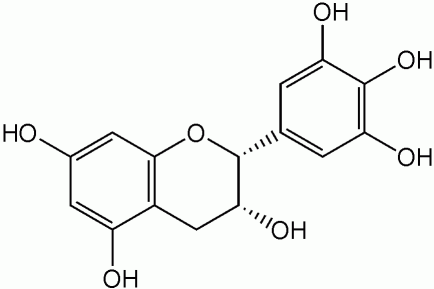
Епіґаллокатехін (ЕҐК)

Катехі́ни — органічні сполуки з групи флавоноїдів. Вони являють собою поліфенольні сполуки і є сильними антиоксидантами.

## Хімія катехінів
Характерні представники — стереоізомери катехін та епікатехін.

## Природні джерела катехінів
Найбільше катехінів міститься в білому чаю, дещо менше в зеленому. У відчутніших кількостях вони виявлені в багатьох плодах і ягодах (яблуко, айва, абрикоса, персик, слива, вишня, суниця, порічки, малина тощо).
Катехіни також наявні в чорному шоколаді.
Танін — загальна назва полімерів катехінів, присутнього в білому, жовтому й зеленому чаю в більшій концентрації, ніж у чорному. Через процеси окиснення при ферментації чаю в чорному чаю зменшений вміст катехінів.

## Біологічна роль катехінів
Антиоксидантні властивості багатьох рослинних продуктів значною мірою обумовлені саме вмістом катехінів. Корисні захисні властивості катехінів можуть бути проілюстровані на прикладі чаю. Чай містить чотири основні катехіни: EC, ECg, EGC і EGCg. Епіґаллокатехін (EGC) — найсильніший антиоксидант з чотирьох основних катехінів чаю; його антиоксидантні властивості у 25-100 разів вищі, ніж у вітамінів C і E. Одна чашка зеленого чаю містить 10-40 міліграмів поліфенолів. Антиоксидантний ефект притаманний також катехінам з броколі, шпинату, моркви, полуниці тощо. Будучи сильним антиоксидантом, зелений чай зменшує кількість вільних радикалів в організмі людини, певною мірою запобігаючи виникненню раку.

## Застосування катехінів
У чистому вигляді катехіни застосовуються рідко. Однак редокс-перетворення катехінів грають важливу роль у технології багатьох харчових виробництв, таких як ферментація чаю, виноробство, виготовлення какао.
У 1975-76 рр. група радянських вчених на чолі Н. Д. Стороженка (1944 р. н.) виділила рамнезіт катехіну з екстракту Filipéndula. Рамнезіт катехіну може проникати в клітину не знищуючи її стінок.

### Англійською мовою
- Food Navigator [Архівовано 13 березня 2008 у Wayback Machine.]
- Ingestion of a tea rich in catechins leads to a reduction in body fat and malondialdehyde-modified LDL in men [Архівовано 16 жовтня 2010 у Wayback Machine.]
- Micronutrient Information Center - Flavonoids [Архівовано 15 квітня 2015 у Wayback Machine.]
- Tea biochemistry
- Greentealovers (2005): The Nutritional Components of Green Tea [Архівовано 18 грудня 2017 у Wayback Machine.]

### Російською мовою
- Катехины зеленого чая [Архівовано 7 грудня 2017 у Wayback Machine.]